# O krasnoludkach i o sierotce Marysi

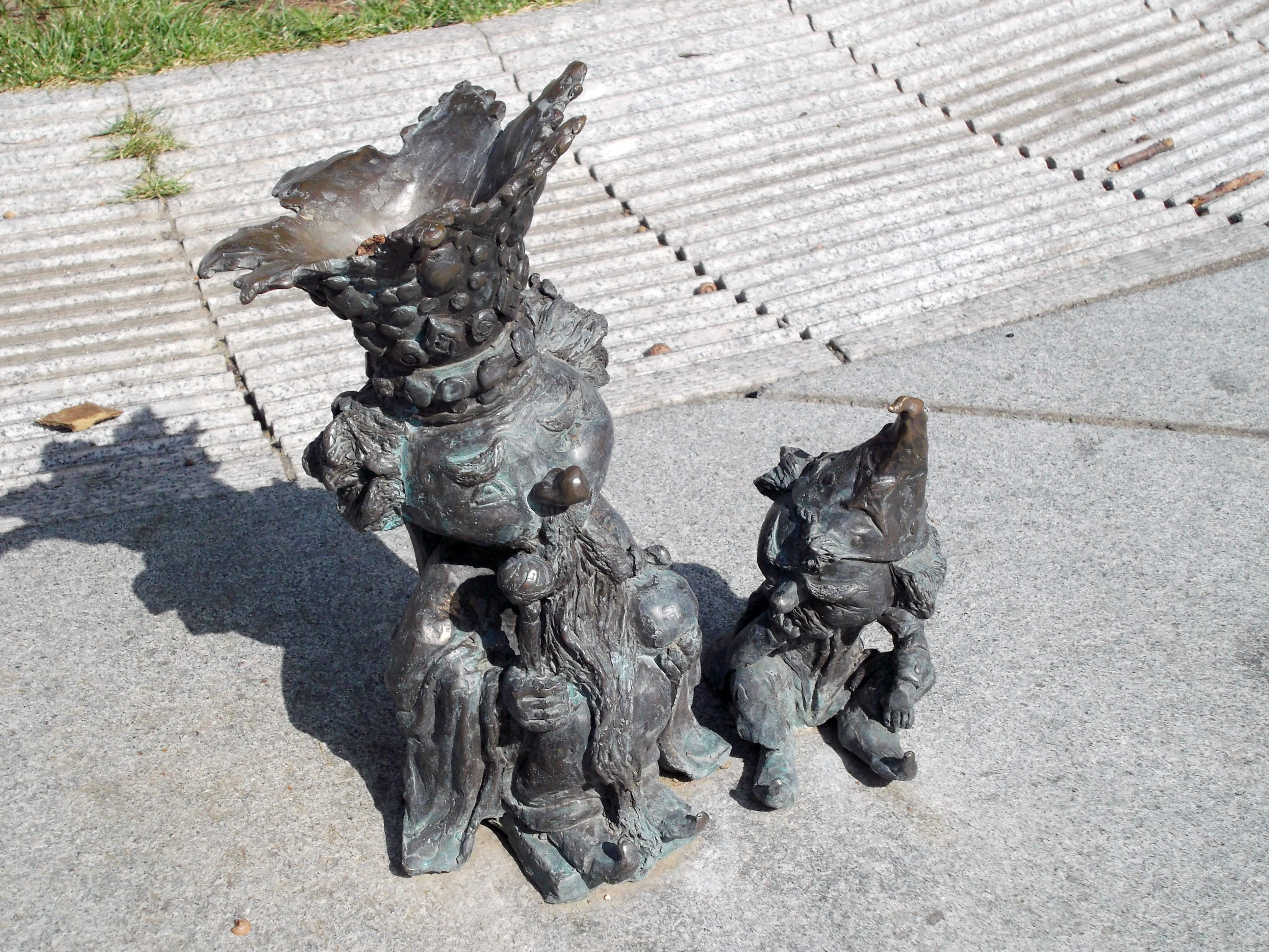
Figurki Króla Błystka i Kociego Oczka w Suwałkach, wzorowane na ilustracjach Jana Marcina Szancera.

O krasnoludkach i o sierotce Marysi – baśń literacka Marii Konopnickiej wydana w 1896 w Warszawie przez Michała Arcta.
W 2018 Biblioteka Narodowa pozyskała kompletny egzemplarz pierwszego wydania książki. Widnieje na nim data „1896”, jednak książka ukazała się w wydawnictwie Michała Arcta jeszcze przed Bożym Narodzeniem w 1895, by mogła być prezentem świątecznym. Pierwsze wydanie ozdobione zostało dwunastoma całostronicowymi ilustracjami. Od 2024 egzemplarz jest częścią wystawy stałej w Pałacu Rzeczypospolitej.

## Charakterystyka utworu
Utwór pisany jest prozą poetycką z obszernymi wierszowanymi fragmentami. Jego akcja rozgrywa się w świecie mityczno-baśniowym a zarazem realnym; w następstwie pór roku – od wiosny do jesieni. Bohaterami baśni jest gromada krasnoludków, którymi rządzi król Błystek. Krasnoludki, które zimę spędziły pod ziemią, wychodzą wiosną na powierzchnię i spotykają ludzi. Pomagają ubogiej gęsiarce, sierotce Marysi, odnaleźć jej zagubione gąski. Udaje im się też wyciągnąć rodzinę ubogiego chłopa Skrobka z biedy. Jesienią powracają znowu pod ziemię.
W baśni tej występują zdarzenia i postacie fantastyczne, jak i całkiem realne. Jest w niej zawarta pochwała pracy ludzkiej oraz kult symboliki ziemi i rolnictwa.
Na baśń składa się kilka równoległych wątków:
- pobyt krasnoludków poza ich królestwem, w świecie ludzi;
- dzieje sierotki Marysi;
- przypadki krasnoludków – Podziomka i Koszałka-Opałka.

## Adaptacje i ekranizacje
- O krasnoludkach i sierotce Marysi – baśń muzyczna
- Marysia i krasnoludki – polski film z 1960 roku